# Oak Ridge, Missouri
Oak Ridge är en ort i Cape Girardeau County i delstaten Missouri, USA.